# ГЕС Озбалт
ГЕС Озбалт — гідроелектростанція у Словенії. Знаходячись між ГЕС Вухред (вище по течії) та ГЕС Фала, входить до складу каскаду на річці Драва, великій правій притоці Дунаю.
У межах проєкту річку перекрили бетонною греблею висотою 33 метри та довжиною 167 метрів, яка потребувала 94 тис. м3 матеріалу. Вона утримує витягнуте по долині Драви на 12,7 км водосховище з площею поверхні 1,6 км2 та об'ємом 10,5 млн м3 (корисний об'єм 1,4 млн м3).
Особливістю гідроелектростанції є розміщення трьох її гідроагрегатів у пірсах греблі. Тут змонтовані турбіни типу Каплан потужністю по 24,4 МВт, які використовують напір у 17,4 метра та забезпечують виробництво 305 млн кВт·год електроенергії на рік.